# Inácio de Azevedo

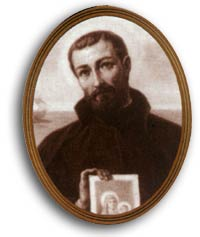
Inácio de Azevedo

Inácio de Azevedo (eingedeutscht Ignatius von Azevedo, * 1526, 1527 oder 1528 in Porto; † 15. Juli 1570 bei La Palma) war ein portugiesischer Missionar aus dem Orden der Jesuiten.
Nachdem er und 39 Gefährten während der Überfahrt nach Brasilien bei den Kanarischen Inseln von hugenottischen Freibeutern getötet wurden, wurden sie 1854 als Vierzig Märtyrer von Brasilien (Quarenta Mártires do Brasil) von Papst Pius IX. seliggesprochen.

## Leben
Inácio de Azevedo wurde um 1527 in Porto im Norden Portugals geboren. Sein Vater war der Adlige Manuel de Azevedo, Comendador de São João de Alpendurada; sein jüngerer Bruder Jerónimo de Azevedo wurde später Vizekönig von Indien.
Inácio trat am 28. November 1548 dem Jesuitenorden bei. Nach Studienabschluss und Priesterweihe gründete er das St.-Antonius-Kolleg in Lissabon und das St.-Paulus-Kolleg in Braga, in denen er Rektor wurde. Bereits 1558 war Inácio de Azevedo Vizeprovinzial der Jesuiten von Portugal.
1566 wurde er vom Generaloberen Francisco de Borja als Visitator nach Brasilien gesandt, wo er im nächsten Jahr ein Kolleg in Rio de Janeiro gründete. Anschließend reiste de Azevedo zwei Jahre durch die portugiesische Kolonie und besuchte zahlreiche Jesuitenschulen und -missionen, bevor er zur Berichterstattung 1569 nach Europa zurückkehrte. In Europa angekommen, wurde er zum Provinzial von Brasilien ernannt und erhielt die Aufgabe, weitere Missionare anzuwerben. Inácio de Azevedo überzeugte etwa siebzig Jesuiten, von denen die meisten noch Studenten oder Novizen waren, ihn nach Brasilien zu begleiten.
Am 5. Juni 1570 brach die aus mehreren Schiffen bestehende Flottille zur Atlantiküberquerung auf. Eine Woche später erreichte man die Insel Madeira, den ersten Zwischenstopp. Dort erfuhr man, dass der französische hugenottische Freibeuter Jacques de Sores die Gewässer in der Nähe unsicher machte, was dazu führte, dass die Flottille im Hafen blieb und vier der Jesuiten von Bord gingen. Azevedo und der Kapitän seines Schiffes Santiago beschlossen jedoch, trotz der Gefahr die Weiterfahrt zur Kanareninsel La Palma, dem zweiten Zwischenstopp, wo man verschiedene Güter abliefern und Vorräte aufnehmen wollte, zu wagen. 40 Jesuiten blieben mit Azevedo auf dem Schiff.
Angeblich erreichte das Schiff noch sicher Tazacorte an der Westküste La Palmas, wo die Jesuiten in der Kirche einen Gottesdienst abhielten. Anschließend wollten sie nach Santa Cruz de La Palma an der Ostküste weitersegeln, wurden jedoch am Südkap bei Fuencaliente von fünf Piratenschiffen eingeholt und von den Freibeutern überwältigt. Die Hugenotten töteten mehrere Jesuiten, darunter Inácio de Azevedo, auf grausame Weise, die restlichen wurden über Bord geworfen, so dass sie ertranken. Nur ein Jesuit names João Sanches überlebte, da er auf einem der Schiffe der Freibeuter als Koch benötigt wurde. Dieser konnte, nachdem die Freibeuter La Rochelle angelaufen hatte, nach Portugal flüchten und überbrachte so die Nachricht über das Martyrium und den Tod der Jesuiten.
Am 11. Mai 1854 sprach Papst Pius IX. Inácio de Azevedo und seine Gefährten als Märtyrer selig. Der Gedenktag ist der 15. Juli, innerhalb des Jesuitenordens der 19. Januar.

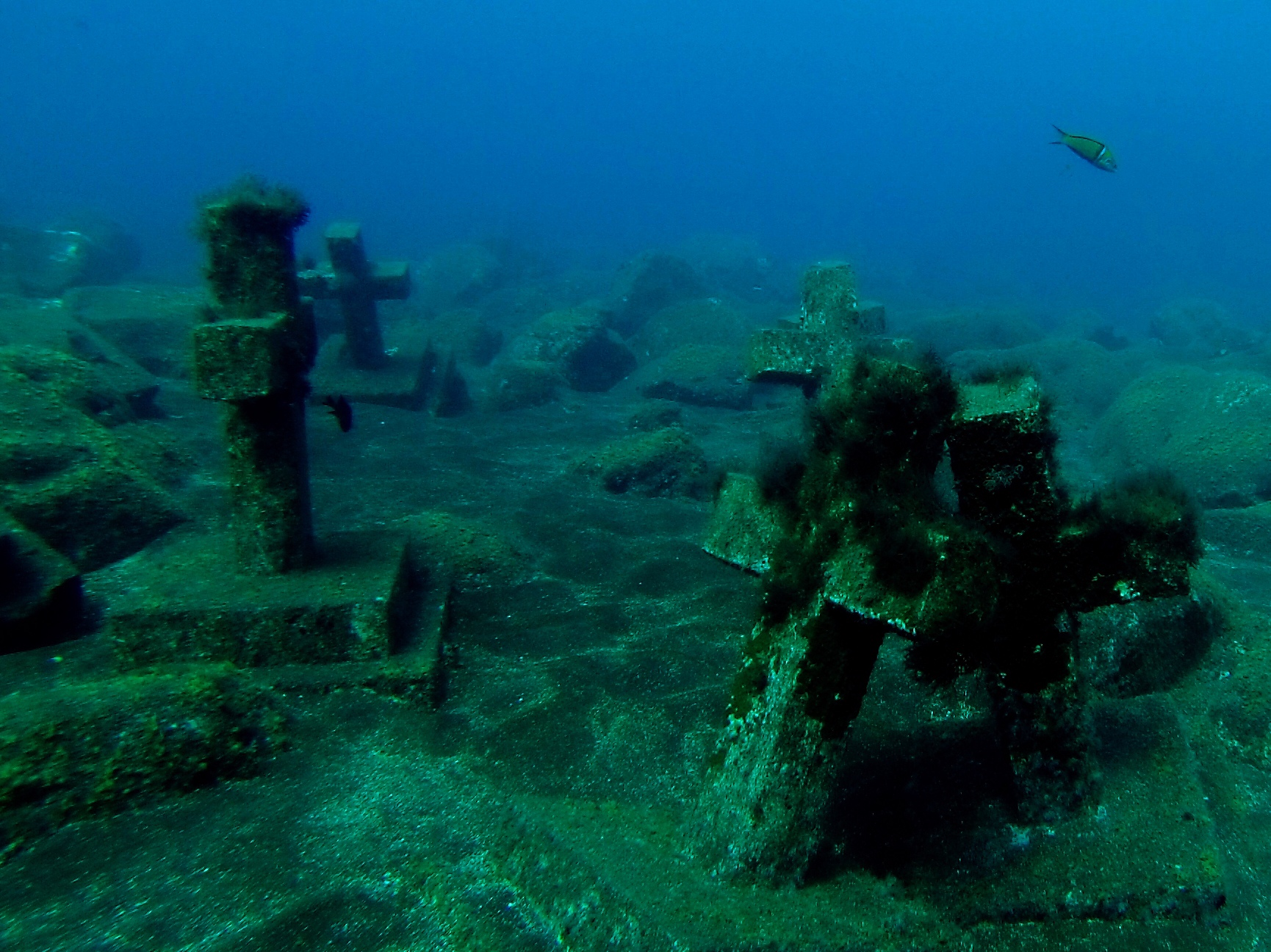
Steinkreuze in etwa 20 Meter Wassertiefe

Südlich von Fuencaliente de La Palma wurden am Leuchtturm von Fuencaliente in den 1970er-Jahren unter Wasser 40 Steinkreuze aufgestellt, die an Inácio de Azevedo und seine ermordeten Gefährten erinnern sollen. Der Ort ist inzwischen ein bekanntes Tauchgebiet.